# جائزة فونسيكا
جائزة فونسيكا للتواصل العلمي هي جائزة في مجال التواصل العلمي تمنحها جامعة سانتياغو دي كومبوستيلا وكونسورتيوم سانتياغو كلّ عام تحت رعاية برنامج كونسينيكا.
سمّيت الجائزة على اسم ألونسو الثالث فونسيكا رئيس أساقفة سانتياغو دي كومبوستيلا وأحد مؤسّسي الجامعة الأوائل.

## الحاصلين على الجائزة
| السنة | الفائز         | صورة الفائز | الدولة          | سبب الحصول على الجائزة |
| ----- | -------------- | ----------- | --------------- | --- |
| 2008  | ستيفن هوكنغ    |             | المملكة المتحدة | لتفوّقه العلمي، ولإسهاناته الاستثنائيّة في تعميم المفاهيم المعقدة في الفيزياء على حافة فهمنا الحالي للكون بالدرجة التي جعلته مرجعًا علميّاً عامًا في جميع أنحاء العالم. |
| 2009  | جيمس لوفلوك    |             | المملكة المتحدة | لتمزيه بحرية نموذجية، واستقلالية في الفكر، والتألق، والموهبة المتميزة التي مكّنته من تحقيق نتائج استثنائية في مختلف مجالات المعرفة العلمية، ولقيادته واسهاماته الرائدة في بناء الوعي البيئي الحالي، والذي يعد مرجعية دولية عامة له، ولمشاركته المفاهيم العلمية المهمة مع أفراد المجتمع. |
| 2010  | ديفيد أتينبارا |             | المملكة المتحدة | لدوره الرائد في نشر الحياة الفطرية وجعلها في متناول جماهير ضخمة، ولكون منجزاته كانت نقطة تحول حقيقية في تعميم الاهتمام بالطبيعة من خلال وسائل الإعلام والبث التلفزيوني ممّا جعله مرجعية دوليّة عامة في التواصل العلمي.                                                                   |
| 2011  | روجر بنروز     |             | المملكة المتحدة | لمهاراته المتميزة في التواصل العلمي، ولإسهاماته في وضع القارئ في طليعة المعرفة على نطاق واسع متعدد التخصصات، بدءاً من فهم الكون، وحتى فهم ألغاز العقل البشري، بنفس الطريقة الإبداعية والبديلة التي ميزت مساره العلمي الرائع.                                                            |